# 乙二胺四乙酸四钠
乙二胺四乙酸四钠是乙二胺四乙酸和四当量的氢氧化钠（或其它钠碱）反应得到的有机酸盐，化学式为C10H12N2O8Na4，易溶于水，其市售品一般以水合物的形式（如Na4EDTA.4H2O）出售。它可以提供螯合离子EDTA4-。它的1%水溶液的pH约为11.3。它溶于中性的水中时，会部分水解，生成二氢阴离子H2EDTA2-。它可用于制备乙二胺四乙酸。

## 合成
乙二胺四乙酸四钠可由氯乙酸钠和乙二胺按5:1化学计量比在含氢氧化钠的水溶液中反应得到。